# Tarbuttita
La tarbuttita és un mineral de la classe dels minerals fosfats, i dins d'aquesta pertany a l'anomenat “grup de l'olivenita" Va ser descoberta l'any 1907 a Kabwe, a la província Central (Zàmbia), sent nomenada així en honor de Percy C. Tarbutt, miner anglès.

## Característiques químiques
És un fosfat hidroxilat de zinc. El grup de l'olivenita en què s'enquadra són fosfats i arsenats hidroxilats d'un metall.
Pot adoptar un pseudomorfisme amb la smithsonita, descloizita i possiblement també amb la hemimorfita. Pot alterar-se transformant-se en parahopeita.

## Formació i jaciments
Apareix com a mineral secundari rar en jaciments de fosfats de zinc, en la part superior de la zona d'oxidació on les solucions de fosfat reaccionen amb la primerament formades hemimorfita o Cerussita.
Sol trobar-se associat a altres minerals com: Hopeïta, hemimorfita, smithsonita, parahopeita, Hidrozincita, scholzita, cerusita, piromorfita, descloizita, vanadinita o limonita.